# コンビアサ航空
コンビアサ（西: Conviasa）はベネズエラ・ボリバル共和国の航空会社である。
1997年に運航停止したVIASAに代わって、2004年に設立された同国のフラッグキャリアである。同国最大の航空会社であり、国内線のほか、カリブ海、南アメリカへの国際線も運航している。

## 歴史
1997年1月、ベネズエラのフラッグキャリアであるVIASAは、財政的な問題により運航を停止した。7年後の2004年3月31日、当時のベネズエラ大統領のウゴ・チャベスは、航空会社設立の法令に署名した。2004年11月28日、デ・ハビランド・カナダDHC-7を使用して初飛行し、2004年12月10日から、正式に国内および国際線の航空輸送事業を開始した。
2007年3月、イラン航空とコードシェア契約を結び、イラン航空が、カラカス-ダマスカス経由-テヘラン線の運航を開始した。 7か月後に同路線を引き継ぎいだ。
この航空会社は政治的に使われることも多く、主にシリアのベネズエラ人、イランのビジネスマン、ベネズエラの役人を運ぶ目的でも使われた。2008年には、イランがミサイル部品をシリアに輸送するために、この航空会社を利用した。
2010年9月17日に墜落事故を起こし、その後、ベネズエラ政府は、全便の運航を停止した。2010年10月より運航を再開した。
2012年4月3日、安全上の懸念から欧州連合（EU）諸国への飛行が禁止された。欧州連合(EU)による飛行禁止は、2013年7月10日に解除された。
2016年8月には、パイロットの80%以上が、給与が低額で未払いであることを理由に、退職した報告された。そのため、運航を1日あたり約16便まで減らさざるを得なくなった。
2020年2月7日、この航空会社は、米国外国資産管理局(OFAC)に、40機の航空機とともに特別指定リストに追加された。それにより、ボーイング737の部品調達が困難になった。また、米国籍の人々は、この航空会社の利用が禁じられた。
2020年7月、航空貨物と長距離路線を強化するために、製造23年目のエアバスA340-300を購入した。2022年にも、製造20年目のエアバスA340-600を2機受領し、今後数か月以内にA340-500を受領することも発表した。これにより、エアバスA340の全モデルを運航する唯一の商用事業者となる。

## 機材ギャラリー

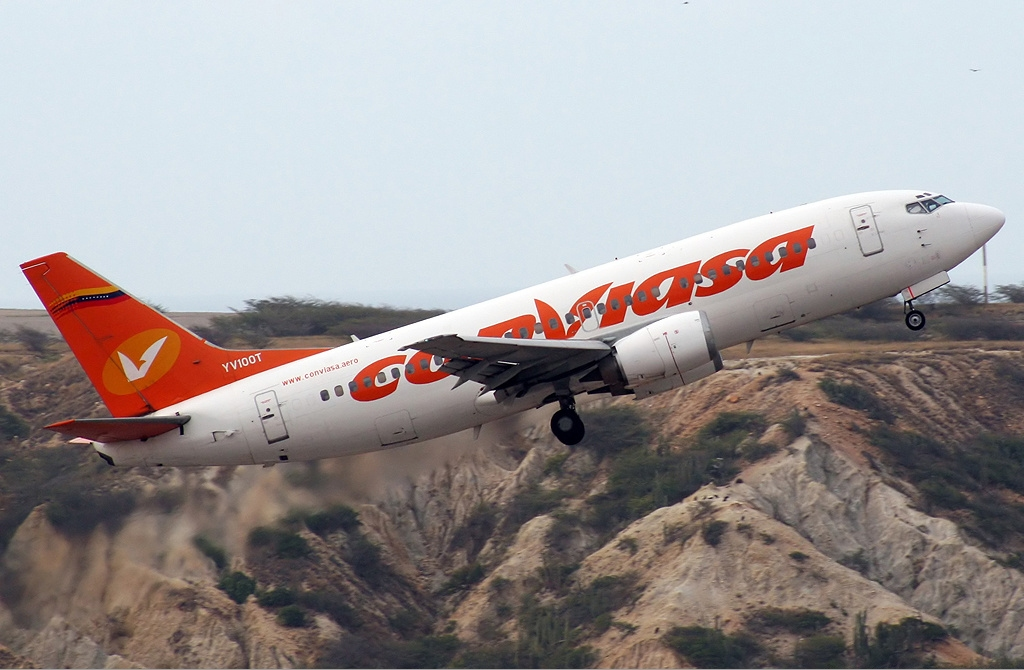
ボーイング737-300

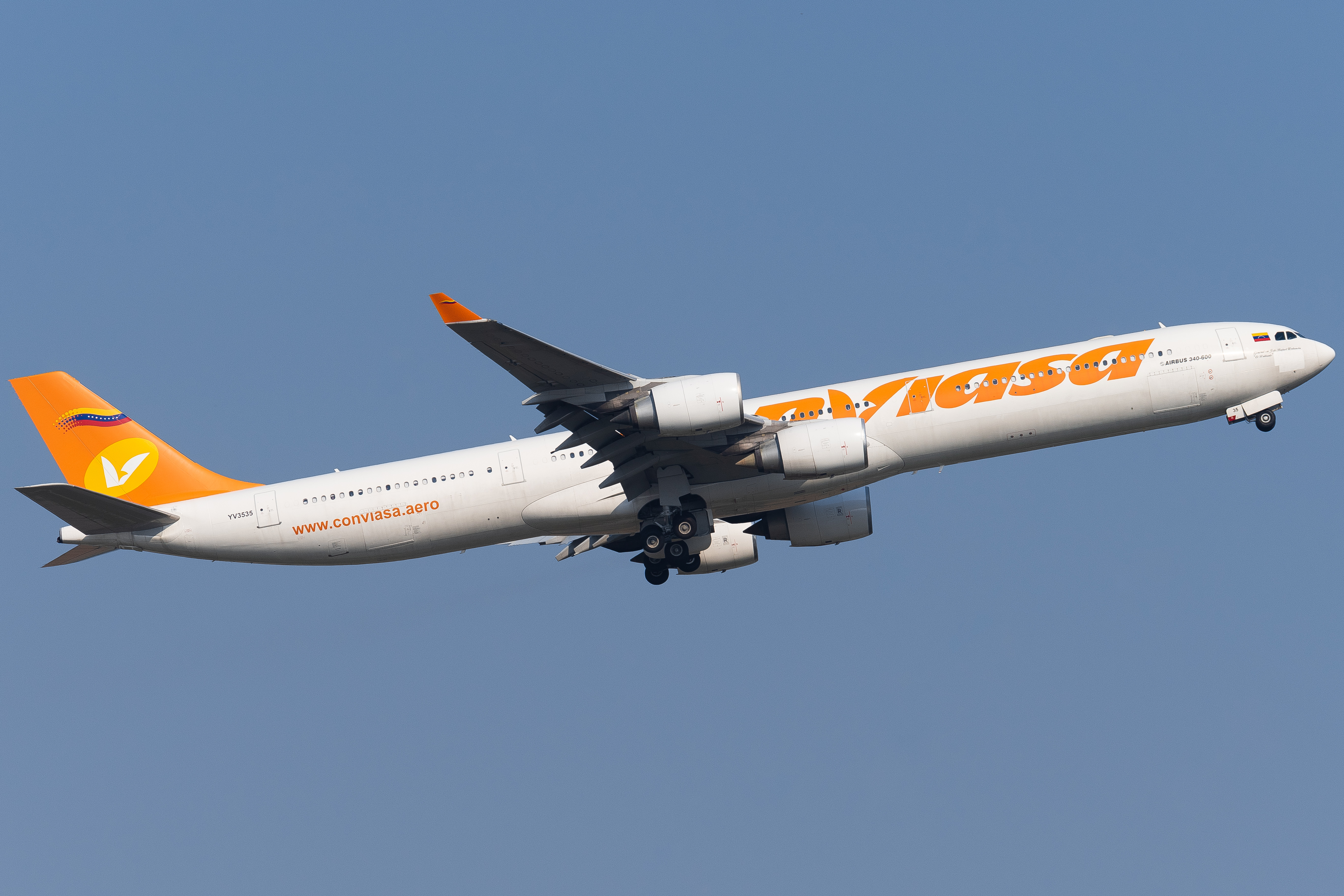
エアバスA340-600

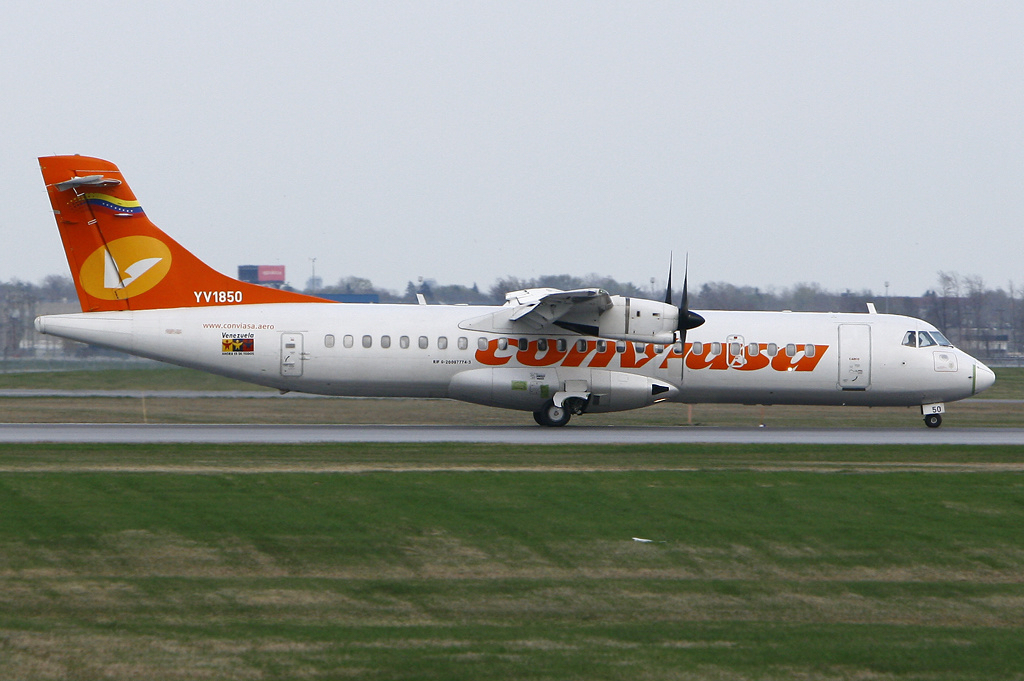
ATR 72-200

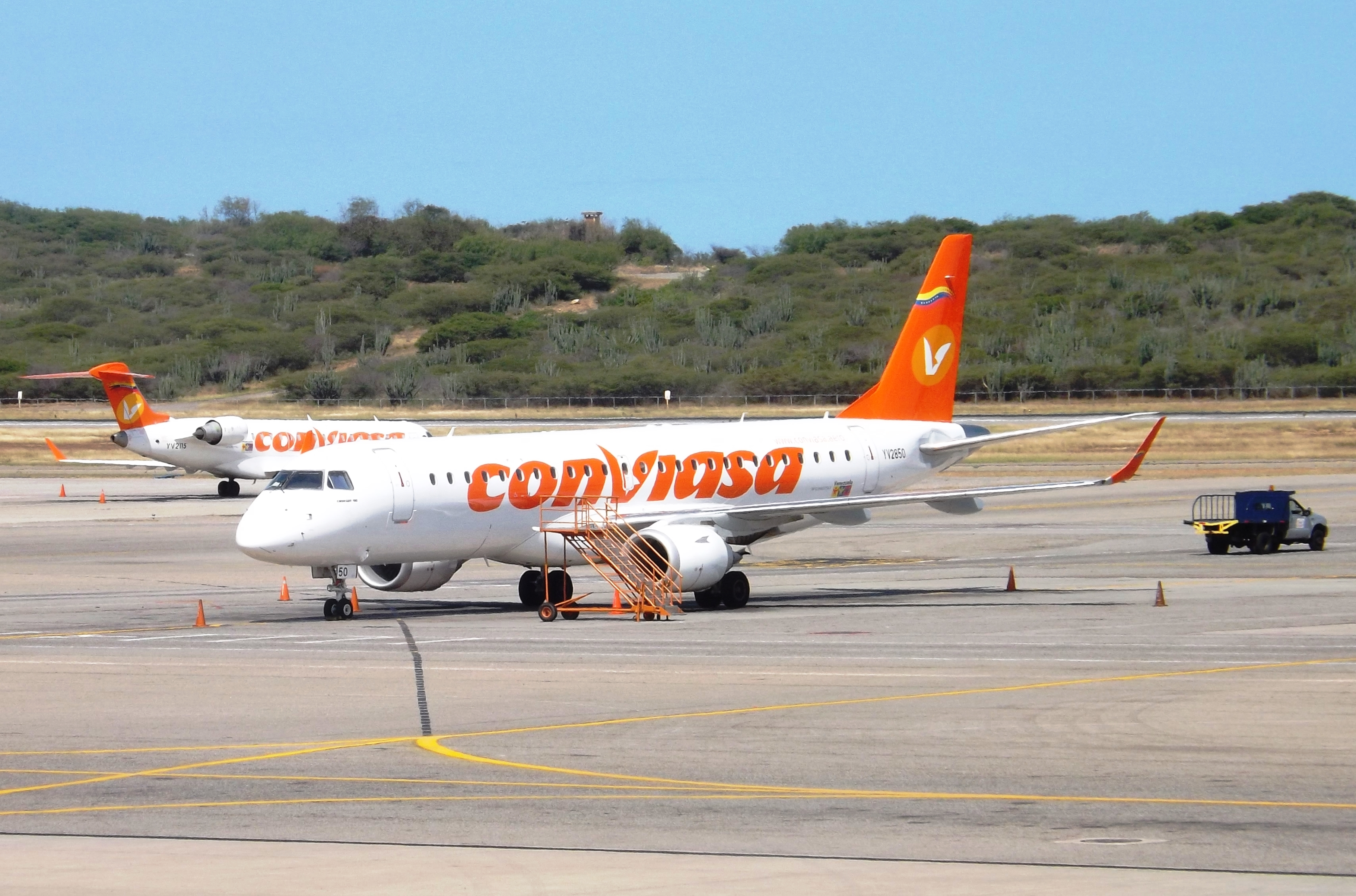
エンブラエル 190

## 機材
| 機種             | 保有数 | 備考        |
| ---------------- | ------ | ----------- |
| エアバスA340-200 | 2      |             |
| エアバスA340-300 | 1      |             |
| エアバスA340-600 | 3      |             |
| ATR 42-400       | 1      |             |
| エンブラエル190  | 15     | 8機が駐機中 |
| 合計             | 23     |             |

## 就航都市

### 就航都市一覧
| ベネズエラ国内線 | ベネズエラ国内線 |
| --- | --- |
| - ラフリア - ポルラマル - カラカス（ハブ空港） - クマナ - サン・アントニオ・デル・タチラ - バリナス - バルキシメト - マトゥリン - プエルトアヤクチョ - サントドミンゴ | - エル・ビギア - バレラ - カナイマ - ロス・ロケス - バルセロナ - バレンシア - マラカイボ - トゥクピタ - ラス・ピエドラス - シウダードグアヤナ |
| 国際線 | |
| 国 | 就航都市 |
| ボリビア | サンタクルス |
| ブラジル | マナウス |
| セントビンセント・グレナディーン | キングスタウン |
| バルバドス | ブリッジタウン |
| キューバ | ハバナ |
| メキシコ | メキシコシティ、カンクン |
| ロシア | モスクワ |
| イラン | テヘラン |